# Hard Candy
Hard Candy és un thriller psicològic dirigit per David Slade amb guió de Brian Nelson i protagonistzada per Patrick Wilson (Jocs secrets), Elliot Page (Juno) i Sandra Oh (Entre copes, Wilby Wonderful, Grey's Anatomy). Realitzada l'any 2005, es tracta de l'òpera prima d'Slade que, fins aleshores, només havia participat en la direcció de videoclips.
Hard Candy s'estrenà al Festival de Cinema de Sundance, i també participà en el Florida Film Festival, l'abril de 2006. La pel·lícula tingué una estrena molt limitada als Estats Units. Es calcula que es recaptaren uns vuit milions de dòlars en total i el seu pressupost havia estat inferior al milió de dòlars. La història no és gaire convencional i se surt dels marcs del cinema comercia. A més, té un fons moralista i dilueix els conceptes de protagonista i antagonista. La idea i el guió són originals, i l'acompanya una fotografia una mica estranya que transmet la inquietud i la intriga durant tot el film.

## Argument
La història transcorre en només unes quantes hores a una mateixa localització, la casa de Jeff. Tot comença quan Hayley Stark, una noia de catorze anys està parlant per un xat amb un fotògraf que ronda la trentena. Només es coneixen per Internet. En la conversa ambdós personatges flirtegen i finalment es citen a una cafeteria. A la cafeteria, apareixen els dos personatges físicament i es postren les seves actituds envers l'altre, però se li dona més importància a la presentació de Hayley. Ella es revela com una noia madura per la seva edat, que llegeix llibres per adults i assisteix a classes a la universitat per afició. La seva actitud és una mica desconfiada, pero Jeff li agrada i el provoca de manera força descarada igualment.
Jeff ronda els trenta i és atractiu, no dona gaire el perfil de l'imaginari col·lectiu de pederasta. Això no obstant, ell intenta fer-se veure com algú confiable i legal, confiant impressionar-la. Se li comença a veure massa interès per ella com a dona. Llavors li diu que té un vídeo d'un concert d'un grup que li agrada per bé que no la pot portar a casa seva, però ella no vol esperar. Cau en el parany que ell li ha parat, o fa una mica la sensació que ella hi vol caure.
Un cop són a casa de Jeff, la presentació que es duu a terme és la seva. La casa és com un reflex de la seva personalitat, o la que vol mostrar: immaculada, neutra. Comencen a beure alcohol per decisió de Hayley i interrogant-lo ella (i l'espectador) i registrant alguns objectes descobreix que el fotògraf va tenir una relació amb una model, Janelle, quan tots dos eren menors i que encara li afecta. Ell declara enyorar aquells temps, cosa que accentua la idea que és un pederasta. Ella no en fa cas i vol que li faci fotos provocatives, però llavors ell té una actitud estranya quan es disposa a fotografiar-la: es torna dominant i li crida i la intimida perquè pari. Té una mena d'obsessió amb el fet que les models s'han de mostrar com són. En aquest moment es veu que la història comença a complicar-se per ella. Però llavors ell, drogat a la beguda per ella, es desmaia. I és que és ella qui, en realitat li ha parat la trampa. D'aquesta manera, la idea caçador/presa s'inverteix en els personatges. És el final de les presentacions. A partir d'aquí, la història passa a ser un duel en el qual es desenvolupa profundament la veritable personalitat d'ambdós personatges.
La noia comença a mostrar que és una criminal en potència: lliga el fotògraf a una cadira i l'acusa de ser un pedòfil malgrat que s'entesta a negar-ho. Ell intenta guanyar-se-la altre cop, i com que l'espectador no té prou informació no sap si és innocent. Ella, tanmateix, no cedeix. És el principi d'un enrevessat pla per aconseguir el seu objectiu: demostrar que és un pedòfil i castigar-lo per això. Llavors ella, regirant la casa, comença a cercar proves dels crims que hagi pogut cometre amb altres menors. En aquests moments es veu el paral·lelisme entre la casa d'en Jeff i la seva ment, ja que ella n'escorcolla tots els racons. Primer es confirma que ell està obsedit amb Janelle i la seva relació mitjançant cartes postals. Després troba una arma a la caixa forta, i finalment troba una foto molt normal d'una noia de la seva edat que va desaparèixer sota circumstàncies estranyes. Aleshores es veu que ell, veritablement, és un pederasta, però ignorem fins a quin punt ha participat en el crim.
En aquell moment, la història fa un petit gir: ell li posa les coses difícils intentant-se escapar, però ella el redueix ràpidament i passa a accions més dràstiques. Aquestes accions consisteixen a torturar-lo, física però sobretot psicològicament, amenaçant-lo d'explicar-ho tot a la Janelle, fent-li recordar una mala experiència que podria haver originat en Jeff la seva obsessió i fent-lo creure que l'ha castrat. Aquesta tortura s'allarga durant tota la pel·lícula, de fet comença des del moment en què ell està emmanillat en la cadira, però és en aquesta part de la pel·lícula, força llarga, en la qual agafa més intensitat. Però a la noia se li presenten diferents obstacles malgrat les seves prevencions: ell té l'oportunitat de demanar ajuda però no ho aprofita (una prova més) i ella el torna a reduir. Més tard també ve la “veïna tafanera”, Judy Tokuda. L'últim obstacle és una persecució que s'origina perquè ell intenta matar Hayley mentre ella l'intenta convèncer que se suïcidi. Però ella s'escapa. D'aquesta manera ell es pot deslliurar de les cordes que el tenen emmanillat. En aquest punt comença una persecució en la qual la situació caçador/presa torna a invertir-se. La diferència d'aquesta persecució és que ara ell vol venjar-se, d'ella. Això no obstant, és durant aquesta persecució que ell s'adona de com és i dels seus errors i obsessions, ja que fins aleshores no ho acceptava, s'ho negava a si mateix.
Però aquest canvi de rols torna a ser una il·lusió per a l'espectador. Ella ho té tot preparat. Ha avisat la Janelle perquè descobreixi ella mateixa com és en Jeff. Quan es troben els dos oponents, ell en veure's sense sortida, ja que està forçat a lliurar-se o suïcidar-se, li posa les coses difícils intentant alliberar-se mitjançant promeses i donant-li la culpa a un còmplice seu de la desaparició de la noia de la foto. Definitivament, no aconsegueix convèncer Hayley, ja que ella confessa haver mort l'altre còmplice i el fet que aquest també va donar la culpa a en Jeff. Finalment, ell accepta el seu càstig a canvi que ella prometi que Janelle no s'assabentarà de res. Se suïcida, però ella no manté la seva paraula. És part del càstig que ha de rebre, que el recordin com era realment.

## Repartiment
- Patrick Wilson: Jeff Kohlver[3]
- Ellen Page: Hayley Stark
- Sandra Oh: Judy Tokuda
- Odessa Rae: Janelle Rogers
- G.J. Echternkam: Nighthawks Clerk

## Producció
La idea de Hard Candy la va tenir el productor David W. Higgins en veure un reportatge del programa 20/20. Al capítol, es mostrava com unes joves japoneses atreien homes grans prometen-los una gran conversa i acabaven assaltant-los un cop l'home es presentava. Això va portar al productor a preguntar-se: "Què passa si la persona que esperes que sigui el depredador no és qui esperes que sigui? Què passa si és l'altra persona?". Posteriorment, va contractar a l'escriptor Brian Nelson perquè profunditzés en la idea.
Donada la naturalesa controversial de la història, el pressupost es va mantenir per sota del milió de dòlars perquè la productora no sol·licités fer canvis en el guió. L'actriu Sandra Oh va acceptar participar en la pel·lícula pel seu desig de treballar amb la seva compatriota, l'actriu canadenca Ellen Page, amb qui havia col·laborat anteriorment en Wilby Wonderful.
Es va utilitzar molt poc doblatge a la pel·lícula, només dues línies varen ser modificades durant el procés de postproducció. Només hi ha nou minuts de música en tot el film. La majoria de la banda sonara consisteix en sons ambientals. El rodatge de la cinta es va dur a terme en divuit dies i mig, principalment en seqüència i en estudi.
Hayley vesteix una dessuadora amb caputxa vermella que, sovint, és vista com una al·lusió al conte de La Caputxeta vermella. Tot i això, aquesta elecció de vestuari fou feta de manera casual per l'equip creatiu que no va adonar-se'n de la similitud entre ambdues històries fins passat un temps. Les campanyes publicitaries als mercats internacionals van emprar força aquesta al·lusió. Per exemple, l'eslògan de la versió al Japó va ser "La Caputxeta Vermella atrapa al Llop en el seu propi joc".
Jean-Clement Sorret va ser el colorista de Hard Candy, amb efectes de color i canvis de densitat lumínica per a reflectir els estats d'humor dels personatges. Per exemple, quan la Hayley s'enfada, els tons van ser editats per a baixar-ne la freqüència. Un altre efecte que, segons el director David Slade, no havia estat utilitzat anteriorment al cine, va ser el d'augmentar la lluentor de la llum durant el rodatge per a disminuir-lo durant la postproducció. Això es va fer per a fer visibles detalls facials en atmosferes fosques. Malgrat això, aquesta tècnica coneguda com a ETTR (sobreexposició corregida en postproducció) és un procediment estàndard en el cinema digital i es fa servir per a disminuir la quantitat de soroll en els tons foscos i mitjans.
Els primers títols que es van tantejar van ser Vendetta i Snip Snip. El productor volia un nom que combinés "sucre i espècies... Una barreja d'aspror dura, innocència i vulnerabilitat", pel que es va decantar per Hard Candy.

## Marc històric
Aquest film tracta de la venjança fora de la llei, tema present en múltiples films i base de gèneres com el de superherois, el western, etc. D'altra banda, les referències que apareixen es vinculen amb la cultura general d'Occident (es fa referència a La Caputxeta Vermella). La temàtica que serveix de pretext per a presentar l'argument és molt actual, però també molt general. El film es pot ubicar, per la seva qualitat en la realització i el contingut, en qualsevol moment del segle xxi. Des de l'existència dels xats, i en especial a partir de l'entrada del nou segle, en el qual la gent està molt més alfabetitzada en Internet preocupen els perills que pot comportar el xat per als menors desprevinguts respecte a la pornografia infantil, ja sigui per difondre-la o no.
Amb l'explosió de les TIC els menors poden accedir a Internet cada cop més aviat. Això proporciona als pederastes i delinqüents en general noves eines per a facilitar els crims. Per tant, es ressalta la importància de vigilar que els menors estiguin preparats i vagin amb compte a la xarxa. També és un avís per als adults que queden pel xat sense conèixer-se abans. El productor David Haggins menciona que la idea va aparèixer a partir de la notícia d'unes japoneses adolescents que quedaven amb homes madurs per xat i després els assaltaven i els apallissaven.

## Nominacions i premis
D'entre els diversos guardons a què optava, destaquen els tres premis del Festival Internacional de Cinema de Catalunya: millor pel·lícula (David Slade), millor guió (Brian Nelson) i Premi del públic. També guanyà quatre premis al Festival de Cinema de Màlaga, fou pel·lícula de l'any al Phoenix Film Critics Society Awards del 2006. Així mateix, Page guanyà el premi a la millor actriu al Film Critics Association Awards de 2006.